# Ronde van de provincie Grosseto
De Ronde van de provincie Grosseto ((it)  Giro della Provincia di Grosseto) was een meerdaagse wielerwedstrijd in Italië. De wedstrijd werd slechts tweemaal georganiseerd: in 2008 en 2009.
Sinds zijn ontstaan maakt hij deel uit van de UCI Europe Tour in de categorie 2.1. Vanaf 2010 werd hij om financiële redenen niet verreden en sindsdien wordt de koers ook niet meer georganiseerd.

## Overwinningen per land
| Zeges | Landen |
| ----- | ------ |
| 2     | Italië |